# Терешино (Смоленская область)
Терешино — деревня в Холм-Жирковском районе Смоленской области России. Входит в состав Богдановского сельского поселения. Население — 3 жителя (2007 год).

## География
Расположена в северной части области в 36 км к северо-западу от Холм-Жирковского, в месте впадения реки Стрелка в Кокошь (бассейн Днепра). В 1,7 км к северо-северо-западу от деревни в Кокошь впадает река Шесиватка.

## История
В годы Великой Отечественной войны деревня была оккупирована гитлеровскими войсками в октябре 1941 года, освобождена в марте 1943 года. 

## Население
| 2007 |
| ---- |
| 3    |

## Транспорт
Юго-восточнее деревни проходят: автодорога Р136 Смоленск — Нелидово — в 16 км, железнодорожная станция Канютино на линии Дурово — Владимирский Тупик — в 22 км.

## Известные уроженцы, жители
- Владислав Антонович Ковалёв (28 июня 1922, д. Терешино, Смоленская губерния — 22 августа 1991, Москва) — советский литературовед и педагог, доктор филологических наук, профессор.